# Liste der Naturdenkmale in Seelbach (Nassau)
Die Liste der Naturdenkmale in Seelbach nennt die im Gemeindegebiet von Seelbach ausgewiesenen Naturdenkmale (Stand 20. Mai 2024).

## Naturdenkmale
| Nr.         | Bezeichnung   | Lage                                                | Beschreibung                                                       | Bild                                    |
| ----------- | ------------- | --------------------------------------------------- | ------------------------------------------------------------------ | --------------------------------------- |
| ND-7141-439 | Antoniuslinde | östlich des Ortes an der L 324; Flur Am Galgen Lage | Tilia cordata, um 1860 gepflanzt, 16 m hoch bei 1,38 m Durchmesser | Direkt Bild zu diesem Denkmal hochladen |